# Orostachys
Orostachys és un gènere amb 54 espècies de plantes de flors que pertanyen a la família de les Crassulaceae.

## Espècies seleccionades
- Orostachys aggregata
- Orostachys aliciae
- Orostachys boehmeri
- Orostachys cartilaginea
- Orostachys chanetii
- Orostachys chlorantha
- Orostachys chongsunensis
- Orostachys erubescens[1]